# James Crabe
James Aubrey Crabe (* 19. August 1931 in Los Angeles, Kalifornien; † 2. Mai 1989 in Sherman Oaks, Kalifornien)  war ein US-amerikanischer Kameramann.

## Leben
James Crabe wuchs als Sohn eines Zeichentrickanimators auf. Er begann seine Karriere als Kameramann 1960 und arbeitete in der Folgezeit an verschiedenen Fernsehproduktionen und kleineren Filmprojekten. 1970 arbeitete er erstmals an einem Spielfilm mit Starbesetzung, in Rache aus dem Knast wirkten George Kennedy und Eli Wallach in den Hauptrollen mit. Save the Tiger aus dem Jahr 1973 erhielt mehrere Nominierungen für den Golden Globe Award und den Oscar, der Hauptdarsteller Jack Lemmon wurde als bester Schauspieler mit dem Oscar ausgezeichnet. Drei Jahre später führte Crabe die Kamera bei Sylvester Stallones Rocky, der neben sieben weiteren Nominierungen mit drei Oscars prämiert wurde. Im selben Jahr erhielt Crabe seine erste eigene Nominierung; für die Fernsehproduktion The Entertainer mit Jack Lemmon in der Hauptrolle wurde er für den Emmy als bester Kameramann nominiert. Eine weitere Emmy-Nominierung folgte im darauf folgenden Jahr.
Einer der Höhepunkte seiner Karriere stellte das Jahr 1981 dar, in dem er für den Oscar nominiert war. Der Thriller Die Formel mit Marlon Brando und George C. Scott erhielt nur diese eine Oscarnominierung, war jedoch gleich für vier Goldene Himbeeren nominiert. 1982 und 1984 erhielt Crabe jeweils den Emmy für seine Fernseharbeit. Zu seinen Spielfilmen in den 1980er Jahren gehörte der zweite Teil der Police Academy-Filmreihe sowie die ersten beiden Filme der Karate Kid-Filmreihe.
Crabe verstarb im Alter von 57 Jahren an den Folgen einer AIDS-Erkrankung.

## Filmografie (Auswahl)
- 1965: Im Auftrag von H.A.R.M. (Agent for H.A.R.M.)
- 1970: Rache aus dem Knast (Zigzag)
- 1971: A Step Out of Line
- 1973: Save the Tiger
- 1976: Rocky
- 1976: The Entertainer
- 1977: Eleanor and Franklin: The White House Years
- 1978: Gottseidank, es ist Freitag (Thank God It's Friday)
- 1979: Das China-Syndrom (The China Syndrome)
- 1980: Der Abstauber (The Baltimore Bullet)
- 1980: Die Formel (The Formula)
- 1982: Nightshift – Das Leichenhaus flippt völlig aus (Night Shift)
- 1982: Der verhängnisvolle Brief (The Letter)
- 1984: Karate Kid (The Karate Kid)
- 1985: Police Academy 2 – Jetzt geht’s erst richtig los (Police Academy 2: Their First Assignment)
- 1986: Karate Kid II – Entscheidung in Okinawa (The Karate Kid, Part II)
- 1986: Verschwörung des Bösen (When the Bough Breaks)
- 1987: Todesgrüße aus Havanna (Her Secret Life)
- 1988: Maybe Baby – Am Anfang war der Klapperstorch (For Keeps?)
- 1988: Baby M

## Auszeichnungen
- 1976: Emmy-Nominierung für The Entertainer
- 1977: Emmy-Nominierung für Eleanor and Franklin: The White House Years
- 1981: Oscar-Nominierung für Die Formel
- 1982: Emmy für Der verhängnisvolle Brief
- 1984: Emmy für Mike Hammer (Mickey Spillane’s Mike Hammer)
- 1987: ASC-Award-Nominierung für  Karate Kid II – Entscheidung in Okinawa
- 1988: Emmy-Nominierung für Baby M
- 1988: ASC-Award-Nominierung für Verschwörung des Bösen